# Denis Mahon
John Denis Mahon (Londres, 8 de noviembre de 1910 - 24 de abril de 2011) fue un coleccionista e historiador británico del arte italiano. Respetado por ser además uno de los mayores expertos en la pintura italiana del Seicento, es considerado generalmente uno de los principales artífices del renovado interés suscitado por este tema entre el público y los estudiosos de habla inglesa.

## Biografía
Mahon desciende de una familia angloirlandesa de buena posición. Tras estudiar en Eton, ingresó en la Christ Church de la Universidad de Oxford, donde se licenció en Bellas Artes. Trabajó durante unos años en el Ashmolean Museum bajo la supervisión de Kenneth Clark. Después ingresó en el Courtauld Institute of Art de Londres (1933). Es allí donde adquirió un conocimiento más profundo del Barroco italiano, gracias a una serie de lecturas de textos de Nikolaus Pevsner. Compró su primera obra de arte, Jacob bendice a los hijos de José de Guercino en París por 120£ (1934). Poco después conoció al historiador Otto Kurz, a quien utilizó frecuentemente como traductor del italiano. Ambos viajaron a finales de los años 30 a Rusia para estudiar a los maestros italianos.
Sus Estudios de Arte y Teoría del Seicento fueron publicados en 1947. Se trata de una serie de ensayos que promueven el arte italiano del siglo XVII. En la década de los 60, Mahon y Sir Anthony Blunt se vieron envueltos en una agria polémica sobre la iconografía de las pinturas de Nicolas Poussin, un tema en el que ambos son considerados como reconocidos expertos con una larga serie de publicaciones sobre el asunto.
En 1999, Mahon, que recibió doctorados honorarios por las universidades de Newcastle, Oxford, Roma y Bolonia, donó toda su colección de arte a diversos museos públicos de las islas británicas e Italia. Adalid de la libre admisión en las galerías de arte, fue nombrado caballero en 1986, y creado miembro de la Order of the Companions of Honour inglesa por sus servicios al arte. También fueron sonadas las divergencias que Mahon mantuvo a lo largo de los años con otro gran experto en el barroco italiano, el profesor Roberto Longhi.

### Denis Mahon, personaje literario
Denis Mahon también ha llegado a ser personaje en las páginas de un libro. Se trata de El cuadro perdido, de Jonathan Harr, obra que no puede ser calificada de ficción, pues casi todos sus personajes son figuras reales del mundo del arte. La novela relata la historia del hallazgo de El prendimiento de Cristo, un cuadro de Caravaggio extraviado durante siglos en el refectorio de un convento de jesuitas irlandés. Curiosamente, el propio Mahon sería protagonista de otro importante descubrimiento relacionado con Michelangelo Merisi.

### Los Jugadores de Cartas, un Caravaggio redescubierto
En diciembre de 2007, una pintura comprada por Mahon por 50.400£ el año anterior, considerada obra de un anónimo seguidor de Caravaggio, fue autentificada como original del artista lombardo. Se trata de una versión temprana de Los Jugadores de Cartas. El precio de esta pintura se estima ahora en más de 50 millones de libras.